# إيرني تشان
إيرني تشان هو فنان قصص مصورة فلبيني، ولد في 27 يوليو 1940 في الفلبين، وتوفي في 16 مايو 2012 بسبب سرطان.

## وصلات خارجية
- إيرني تشان على موقع IMDb (الإنجليزية)